# Adriana Esteves
Adriana Esteves Agostinho Brichta (Rio de Janeiro, 15 de dezembro de 1969) é uma atriz brasileira. Amplamente reconhecida como uma das melhores atrizes do país, 2 vezes indicada ao Emmy, sendo considerada um nome de destaque da televisão.
Ganhou notoriedade na década de 1990 em novelas como Meu Bem Meu Mal (1990), Pedra sobre Pedra (1992), Renascer (1993) e A Indomada (1997). Após um período de 3 anos em depressão e restabelecer sua imagem em Razão de Viver (1996), no SBT, voltou a Globo em 1997 em A Indomada. Na sequência fez outros trabalhos notáveis, como as novelas Torre de Babel (1998), O Cravo e a Rosa (2000), Coração de Estudante (2002), Kubanacan e as sitcoms Toma Lá, Dá Cá (2007–2009) e Morde & Assopra (2011), Além das séries Justiça (2016), Assédio (2018) e Os outros (2023). A partir da década de 2010 destacou-se por uma das únicas atrizes a interpretar cinco grandes vilãs no horário nobre da TV Globo como em Avenida Brasil (2012), Babilônia (2015), Segundo Sol (2018), Amor de Mãe (2019) e Mania de Você (2024).
Internacionalmente, foi indicada ao Emmy Internacional na categoria de Melhor Atriz pela sua interpretação como Dalva de Oliveira na minissérie Dalva e Herivelto: Uma Canção de Amor (2011), e pela minissérie Justiça (2016), No cinema também foi premiada fora do país pelo filme As Meninas (1995), vencendo como Melhor Atriz no Festival Internacional de Cinema de Cartagena.

## Biografia
Adriana Esteves Agostinho nasceu e cresceu no Méier, no subúrbio carioca em 15 de dezembro de 1969. É filha da artista plástica Regina Esteves Agostinho, e do médico Paulo Felipe Agostinho. A talentosa atriz estudou balé e teatro quando criança e iniciou sua carreira artística na adolescência, aos 15 anos, como modelo após desistir de ser bailarina. Formou-se em Publicidade pela Universidade Gama Filho.

## Carreira

### 1988–1997: Início e primeiros papéis
Em 1988 Adriana estreou na televisão após ser aprovada em testes com outras 30 garotas para apresentar o Fórmula 1, na Band, um boletim de 15 minutos exibido aos domingos sobre as corridas, que ficou apenas dois meses no ar. Nesse mesmo ano, Adriana teve sua primeira aparição nas novelas em Vale Tudo, onde foi figurante em duas cenas, encenando ao lado de estrelas como Glória Pires e Marcello Novaes, que se tornariam grandes amigos. Logo após apresentou o Evidência, programa que mostrava as opções culturais para o fim de semana, exibido às sextas-feiras às 13h30. Em 1989 passou nos testes da TV Globo para estrelar o quadro "Controle Remoto", no Domingão do Faustão, junto com Cássio Scapin, porém a dupla só permaneceu uma edição e foi substituída pelos humoristas Stella Freitas e Pedro Cardoso. No mesmo ano participou do concurso "Melhor de Três", também do Domingão, no qual a vencedora – que foi Flávia Alessandra – assinou com a Globo e ganhou um papel de destaque na novela Top Model. O diretor Ricardo Waddington, no entanto, também incluiu no elenco da novela em papéis menores Adriana, bem como as outras finalistas Gabriela Duarte, Maria Mariana e Lizandra Souto.
Em 1990 ganha destaque em Meu Bem Meu Mal como a fria Patrícia, que seduzia o personagem de José Mayer para vingar sua família. Em 1992 viveu Marina, a coprotagonista de Pedra sobre Pedra, que vivia um romance proibido entre famílias rivais com o personagem de Maurício Mattar, inspirado em Romeu e Julieta. Em 1993 interpreta sua primeira protagonista, Mariana, em Renascer, que vivia um triângulo amoroso entre pai e filho, personagens de Marcos Palmeira e Antônio Fagundes. A controversa personagem foi duramente criticada pelo público, em uma rejeição que a atriz tomou para si, culminando em um quadro de depressão. Ela então pediu demissão da Globo no fim de 1993, recusando a personagem Babalu de Quatro por Quatro no ano seguinte. Adriana manteve-se reclusa por 3 anos, fazendo raras aparições e recorrendo a terapia para superar o trauma.
Em 1996 surpreendeu ao voltar às novelas como a protagonista Zilda de Razão de Viver, no SBT – que na época investia em uma dramaturgia elogiada – contracenando com seu então marido Marco Ricca. Adriana alegou que aceitou a proposta após ver atores consagrados como Lucélia Santos, Irene Ravache, Osmar Prado e Paulo Goulart sendo premiados em novelas da emissora como Éramos Seis e Sangue do Meu Sangue
. Com a novela, Adriana foi elogiada e restabeleceu sua imagem perante ao público, sendo indicada ao Prêmio Contigo! e Prêmio APCA. Em 1997 retornou à TV Globo revitalizada como a protagonista Lúcia Helena de A Indomada, uma moça prometida ao milionário da cidade por sua ardilosa tia, interpretada por Eva Wilma.

### 1997–2011: Avanço e sucesso nacional
Em 1998, interpretou a vilã Sandra na novela Torre de Babel, uma garçonete que se envolve com Alexandre Toledo (Marcos Palmeira), interessada em seu dinheiro, e foi considerada a melhor atriz daquele ano, fazendo sucesso nas rádios com a música "Só no Sapatinho", música tema de sua personagem.
Em 2000, atuou em O Cravo e a Rosa, onde viveu a feminista Catarina Batista, uma mulher dos anos 1920, que vive um romance entre amor e ódio com Petrúchio (Eduardo Moscovis), sua personagem é considerada uma de suas mais importantes atuações na teledramaturgia nacional.
Em 2002 viveu a vilã cômica Amelinha na novela Coração de Estudante, a ardilosa filha do poderoso fazendeiro João Mourão (Cláudio Marzo) que se apaixona por Edu (Fábio Assunção). Logo depois protagonizou Kubanacan, onde começou a namorar seu atual marido Vladimir Brichta, com quem tem um filho. Adriana viveu a cantora de cabaré, Lola de autoria de Carlos Lombardi. A primeira opção do autor foi a atriz Letícia Spiller, mas a atriz estava envolvida nas gravações de Sabor da Paixão e por isso não pôde aceitar o convite.
Participou da primeira fase de Senhora do Destino como a vilã Nazaré Tedesco. Atuou ainda em A Lua Me Disse, como a mocinha Heloísa, moradora do Beco da Baiúca, se apaixona pelo bondoso Ricardo, filho da milionária Esther Bogari (Zezé Polessa), uma mulher implacável e sócia do Banco Benate Bogari que não admite o namoro do filho com uma moça pobre. Em 2006 também faz uma breve – porém importante – participação em Belíssima como Stella Assumpção, mãe da protagonista Júlia (Glória Pires). Além da televisão, também atuou no teatro. Já no cinema encarnou a cômica faxineira Olímpia, no longa Trair e Coçar É só Começar, baseado na peça homônima.
Em 2005 deu vida à dona de casa Celinha no especial de fim de ano Toma Lá, Dá Cá. Quando o programa entrou para a grade da Globo, em 2007, Adriana, após a licença-maternidade de seu segundo filho, retomou a personagem Celinha, uma dona de casa, ex-mulher de Arnaldo (Diogo Vilela) e atual esposa de Mário Jorge (Miguel Falabella), que vive se entrometendo na vida de Arnaldo e de sua esposa Rita (Marisa Orth), interpretando-a até 2009.
Enquanto ainda gravava Toma Lá, Dá Cá, Adriana gravou a minissérie Dalva e Herivelto: uma Canção de Amor interpretando a cantora Dalva de Oliveira, papel pelo qual foi indicada ao Prêmio Emmy Internacional de melhor atriz em 2011. A minissérie foi exibida em janeiro de 2010, quando já estava completamente gravada. No mesmo ano protagonizou o episódio "A Vingativa do Méier" da série As Cariocas. Em 2011 foi escalada para viver a paleontóloga Júlia, protagonista de Morde & Assopra, no qual faz então seu terceiro trabalho com Marcos Pasquim.

### 2012–2016:Avenida Brasil,BabilôniaeJustiça
Em 2012 despontou como a vilã Carminha em Avenida Brasil, novela de João Emanuel Carneiro, colhendo elogios da crítica especializada, sendo eleita a melhor atriz de 2012 e ganhando diversos prêmios, entre eles o Melhores do Ano e Troféu Imprensa. Carminha, uma mulher má, moradora de uma casa de luxo no subúrbio do Rio de Janeiro, é abandonada pelo seus pais, ainda criança, no lixão. Sendo então criada por Mãe Lucinda (Vera Holtz), Carminha cresce e se casa com Genésio, com um plano para acabar com ele. Sua filha, Rita, descobre tudo e Genésio morre atropelado em plena Avenida Brasil pelo craque do futebol Jorge Tufão, que acabara de vencer o campeonato carioca pelo Flamengo. Cheio de culpa, Tufão (Murilo Benício), se casa com Carminha e a mesma, cheia de ódio de Rita, a leva para o lixão, onde é criada por Mãe Lucinda. Carminha passa a morar numa luxuosa mansão no fictício bairro suburbano do Divino, na zona norte do Rio de Janeiro. Pouco tempo depois que Rita sai do lixão, Carminha adota Batata, que na verdade é o filho biológico dela com Max (Marcello Novaes), e que ela abandonou no lixão quando ele acabou de nascer já que não tinha condições de criá-lo. O garoto é muito bem recebido na casa de Tufão, e inclusive passa a ser chamado de Jorginho. Ele, porém, jamais se esqueceu de Rita, assim como esta jamais se esqueceu de Jorginho. É 2012, e, treze anos depois, Nina (Débora Falabella) cresceu e se torna uma excelente chefe de cozinha na Argentina, mas quando perde seus pais resolve voltar ao Brasil para iniciar seu plano de vingança, abandonando seu namorado e suas duas irmãs. Ela conhece Ivana, irmã de Tufão, pela internet e consegue ser contratada pela família, assim aproximando-se para vingar-se de Carminha. Sua personagem foi então considerada uma das maiores vilãs da teledramaturgia brasileira. Ainda em 2012, foi eleita pela Revista Época uma das 100 personalidades mais influentes do Brasil no ano. A atriz declarou que não realizaria nenhum trabalho em 2013, que só pretendia descansar.
Em 2014, é noticiada a volta da atriz à TV, na nova novela de João Emanuel Carneiro, fato esse posteriormente desmentido pela emissora. Ainda em 2014, é anunciada a volta da atriz às novelas, em Babilônia, no papel da vilã Inês. Rival das personagens de Glória Pires e Camila Pitanga, Inês é uma advogada falida que não se conforma com sua vida de privações financeiras, se reencontra com sua antiga amiga, por uma armação após descobrir, através dos jornais, a volta da mesma para o Brasil. Estrategicamente, Inês se aproxima de Beatriz (Glória Pires), e lhe pede um emprego para seu marido, o engenheiro desempregado Homero (Tuca Andrada). Sempre arrogante e esnobe, Beatriz a humilha, e Inês diz que se vingará. Elas, então, se tornam arqui-inimigas devido à inveja ferrenha que Inês sente. Também em 2014, grava a minissérie Felizes para Sempre?, como a cirurgiã plástica Tânia. Ainda em 2014, começou a gravar o longa metragem Mundo Cão, de Mário Jorge, onde interpretava Dilza e teve a oportunidade de contracenar com Lázaro Ramos e Babu Santana, com estreia prevista para 3 de dezembro de 2015 e estreia nacional em março de 2016. Pela sua personagem, Adriana ganhou o Grande Otelo do Cinema Brasileiro de melhor atriz.
Em 2015, participa dos longas Minions, fazendo a dublagem brasileira da personagem Scarlett Overkill, e Real Beleza, no qual protagoniza o primeiro nu frontal de sua carreira, e ainda no final de 2015, Adriana trabalhou junto com seu ex-marido Marco Ricca, no longa-metragem Canastra Suja, do diretor Caio Sóh. O filme conta uma história trágica, que discute os mistérios da bondade humana, relatando por meio opressivo pelo qual Batista (Marco Ricca) trata sua esposa e seus filhos. O filme foi lançado em 2018 e ganhou 4 prêmios no Festival de Cinema de Los Angeles, nas variadas categorias. Em 2016, retorna à TV na primeira temporada da série Justiça, interpretando a batalhadora Fátima, uma doméstica trabalhadora que mata o cachorro do policial Douglas (Enrique Díaz) e acaba sendo incriminada por tráfico, sendo indicada pela segunda vez ao Prêmio Emmy Internacional de melhor atriz  por esse trabalho.

### 2018–2023:Segundo Sol,Amor de Mãee cinema

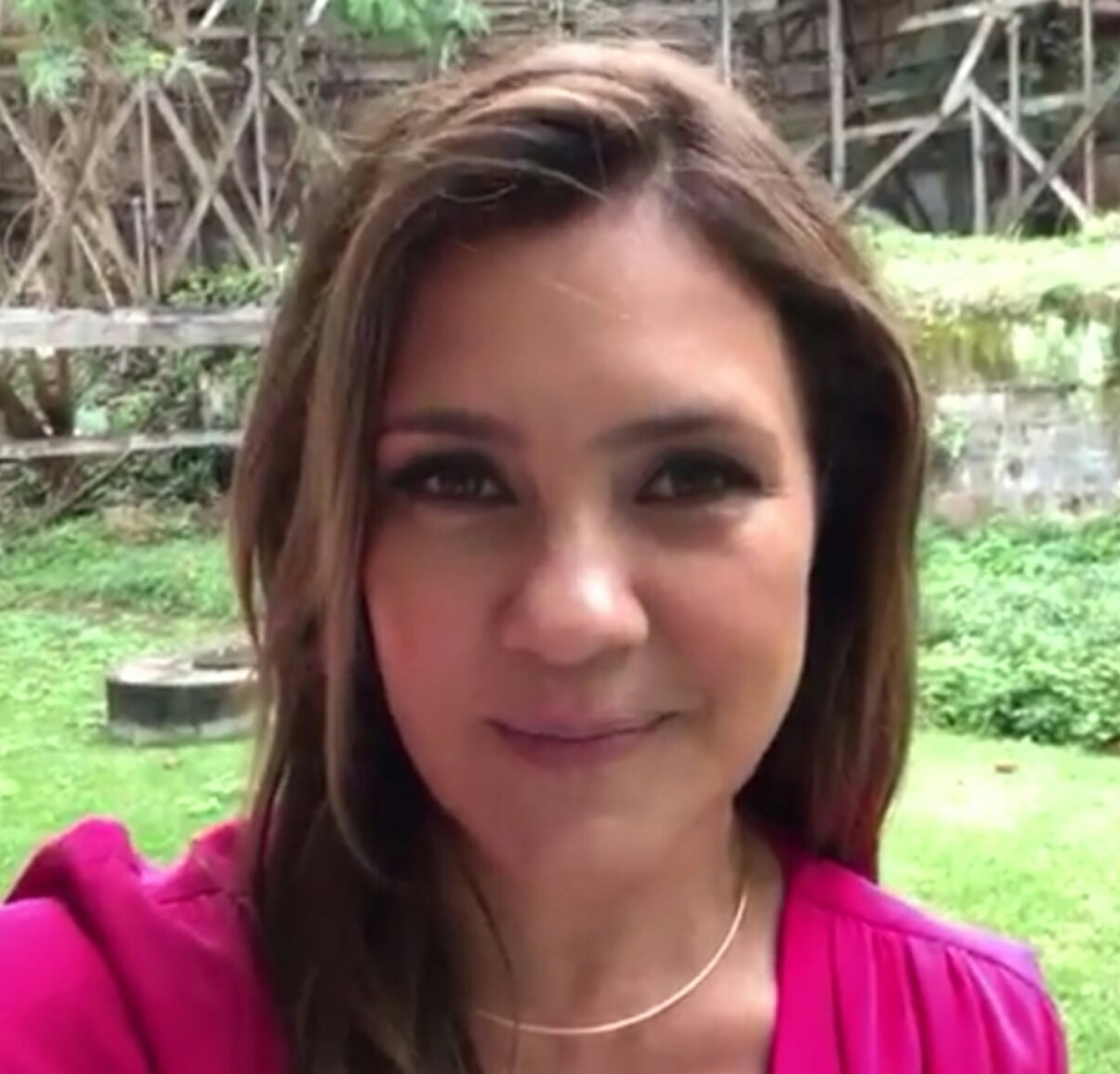
A atriz em 2018

Em 2018 voltou às novelas em Segundo Sol, repetindo a parceria de Avenida Brasil com o autor João Emanuel Carneiro, como a grande vilã Divinéia dos Santos – cujo nome artístico é Laureta Bottini –, uma famosa promoter e figurinha carimbada da cena noturna que mantém uma sociedade de negócios ilícitos em Salvador com a ex-garota de programa Karola, que foi vivida pela atriz Deborah Secco. Ambas trabalham para acabar com a vida de Luzia Batista (Giovanna Antonelli), que vive um romance com Beto Falcão (Emilio Dantas). Adriana também contracenou com o marido Vladimir Brichta na novela, que interpretou o vilão Remy, comparsa de Karola e Laureta. Foi homenageada ao lado de Marieta Severo e Fernanda Montenegro ganhando o Troféu Personagem do Ano no Melhores do Ano. Recebeu, ainda, o Troféu Imprensa por sua Laureta de Segundo Sol, e o troféu Kikito do Festival de Gramado e o troféu de cinema brasileiro de Melhor Atriz Coadjuvante pelo filme Benzinho, gravado em 2016 e lançado em 2018, filme que conta a história de uma família de classe média de Petrópolis e as grandes mudanças durante um período de vida, por sua personagem Sônia. Ainda em 2018, Adriana começou a fazer gravações para a série de streaming da Globoplay, Assédio, onde ela interpreta uma das vitimas de estupro pelo médico Roger Abdelmassih. Pela sua personagem Stela, Adriana ganhou o Troféu de Melhores do Ano de 2019, prêmio do qual ela se ausentou, por ter ocorrido no dia do seu aniversário, em que completou seus 50 anos. No mesmo ano, faz o papel de Clara Charf, uma militante comunista que luta pelos direitos das mulheres no filme Marighella, dirigido por Wagner Moura e protagonizado por Seu Jorge e Bruno Gagliasso, estrelando no Festival Internacional de Cinema de Berlim.
Em 2019, está ao ar como a humilde Thelma, uma das protagonistas de Amor de Mãe, repetindo a parceria com Manuela Dias. Na trama, Thelma é dona de um restaurante pequeno e superprotege o filho Danilo, vivido por Chay Suede, a ponto de esconder que tem um aneurisma cerebral incurável. Ao longo da trama, descobre que Danilo é na verdade o filho perdido de sua amiga Lurdes (Regina Casé), que ela comprou no passado após a morte do verdadeiro filho, e então passa a se tornar uma mulher louca e psicopata, se transformando na vilã da trama. Em 2022, interpretou a vilã Isabel em Medida Provisória, filme dirigido por Lázaro Ramos e filmado em 2019.
Em 2022 gravou a série original Globoplay, Os Outros na qual interpreta Cibele. A série, que foi ao ar no primeiro semestre de 2023, ganhou muitos elogios da crítica e do público e Adriana foi bastante elogiada pela sua atuação na série.

### 2024–presente:Os OutroseMania de Você
Em agosto de 2024, estreou a segunda temporada da série Os Outros. Ainda em 2024 recebe o convite do autor João Emanuel Carneiro para atuar em sua próxima novela das 21h que estrearia em setembro do mesmo ano vivendo a grande vilã Mercia Dumas. Essa é a terceira parceria de Adriana e João que começou lá em 2012 com Avenida Brasil e 2018 com Segundo Sol, todas como vilãs.Ainda antes da estreia da novela, a atriz revela que essa seria sua última personagem em uma novela e que passaria a se dedicar a filmes e séries. No mesmo ano é confirmada na terceira temporada da série Os Outros, prevista para 2026 continuando a viver a protagonista Cibele.

## Vida pessoal
Seu primeiro namorado e marido foi o professor de jiu-jitsu Totila Jordan, com quem ficou casada de 1988 a 1993. Após a separação, entrou em uma depressão, por conta das críticas que sofria na carreira e pela recente separação. Nesse período, pôde contar com ajuda de seu amigo de anos, o ator Marco Ricca. Eles começaram a namorar em 1993, e em 1995 se casaram, mas Adriana continuava em depressão. A atriz só melhorou em 1996 pois ficou um bom período tomando antidepressivos e indo a psicólogos e psiquiatras, onde descobriu que sofria de síndrome do pânico, passando a tomar as medicações corretas e curando-se.
Em 21 de janeiro de 2000 nasceu seu primeiro filho, Felipe Agostinho Ricca, que teve com Marco Ricca. Em 2004 o casal separou-se. No mesmo ano começou a namorar o ator Vladimir Brichta. Em fevereiro de 2006, após um mês morando juntos, eles se casaram oficialmente. No dia 17 de outubro de 2006, nasceu o filho do casal, Vicente Agostinho Brichta. Ao casar, Adriana tornou-se madrasta de Agnes, nascida em 1997, que é filha de Vladimir com a primeira esposa dele, a cantora Gena, falecida em 1999 de leucemia. Agnes chama Adriana de mãe, e Adriana já disse em entrevistas "considerar de fato a menina ser sua filha", já que cria a enteada desde que ela tinha 9 anos, contando que a menina tem contato com a família da mãe. Vendo sua mãe em fotos, a menina a chama de mamãe. Assim como Adriana cuida de Agnes, seu marido Vladimir a ajuda na criação do filho Felipe, que sempre está visitando o pai, tendo Adriana declarado ser amiga do seu ex-marido. Até hoje, Adriana e Vladimir estão juntos, considerado um dos casamentos mais sólidos do meio artístico.
Em 2018, na novela das nove, Segundo Sol, a personagem de Adriana, Laureta, em uma cena da novela, contracenando com Renata Sorrah e Vladimir Brichta, arremessa longe uma galinha que estava em cima da mesa. Este ato trouxe várias críticas negativas à novela e a Globo foi acusada de maus tratos aos animais. No ano de 2019, em uma entrevista, a atriz resolveu abordar o tema do assédio sexual, vivido por ela na série de streaming da Globoplay, Assédio, respondendo alguns do comentários machistas. Em um deles, um homem fez um questionamento que deixou a atriz irritada. “E agora? Como fica no metrô? Se a mulher achar que foi importunação, os homens terão que ir todos presos?”, perguntou o homem. Desapontada, Adriana respondeu a tal comentário dizendo: “Não sei se é ignorância, não sei se não tá entendendo nada, não sei se tá usando má fé… ‘Como vai ser?’ Tenha respeito no metrô, no ônibus, na rua, no táxi, a pé, na fila, em qualquer lugar que você tiver! Respeite quem estiver do seu lado!”, disparou a atriz.
Em uma entrevista ao programa Fantástico, a atriz declarou que sua personagem em Avenida Brasil que fez sucesso de crítica e público não foi considerada uma "vingança" por conta das críticas que recebeu no passado. Ela também afirmou: "Não acho que foi feita justiça. A gente vai crescendo. Sou uma atriz, e era uma atriz crua quando jovem… agora estou madura. Não é uma vingança da Adriana".

## Filmografia

### Televisão
| Ano       | Título                                | Personagem                               | Nota(s)                                |
| --------- | ------------------------------------- | ---------------------------------------- | -------------------------------------- |
| 1988      | Vale Tudo                             | Modelo                                   | Episódio: "26 de maio"                 |
| 1988      | Band Fórmula 1                        | Apresentadora                            |                                        |
| 1988      | Evidência                             | Apresentadora                            |                                        |
| 1989      | Domingão do Faustão                   | Vários personagens                       | Quadro: "Controle Remoto"              |
| 1989      | Domingão do Faustão                   | Participante                             | Quadro: "Melhor de Três"               |
| 1989–1990 | Top Model                             | Cristina (Tininha)                       |                                        |
| 1990–1991 | Meu Bem, Meu Mal                      | Patrícia Melo                            |                                        |
| 1990      | Delegacia de Mulheres                 | Manu                                     | Episódio: "O Aborto"                   |
| 1990      | Globo de Ouro                         | Apresentadora                            | Último programa                        |
| 1991      | Caso Especial                         | Marina                                   | Caso: "Marina"                         |
| 1992      | Pedra sobre Pedra                     | Marina Farias Batista Pontes             |                                        |
| 1992      | Você Decide                           | Maria / Norminha                         | Episódio: "Águas Passadas"             |
| 1992      | Especial Leandro & Leonardo           | Malissa                                  | Especial de fim de ano                 |
| 1993      | Renascer                              | Mariana Paiva Ferreira                   |                                        |
| 1994      | Você Decide                           | Ana                                      | Episódio: "Anjos Sem Asas"             |
| 1994      | Confissões de Adolescente             | Viviane                                  | Episódio: "A Eleição"                  |
| 1995      | A Comédia da Vida Privada             | Maria Helena                             | Episódio: "O Pesadelo da Casa Própria" |
| 1995      | Decadência                            | Carla Tavares Branco                     |                                        |
| 1996      | Razão de Viver                        | Zilda Ferreira                           |                                        |
| 1997      | A Indomada                            | Lúcia Helena de Mendonça e Albuquerque   |                                        |
| 1997      | A Indomada                            | Eulália de Mendonça e Albuquerque        | Episódios: "17–21 de fevereiro"        |
| 1998      | Mulher                                | Liliana                                  | Episódio: "O Princípio de Tudo"        |
| 1998      | Didi Malasarte                        | Lili                                     | Especial de fim de ano                 |
| 1998–1999 | Torre de Babel                        | Sandra da Silva Toledo (Sandrinha)       |                                        |
| 2000–2001 | O Cravo e a Rosa                      | Catarina Batista                         |                                        |
| 2001      | Brava Gente                           | Marina                                   | Episódio: "Como Matar Um Playboy"      |
| 2002      | Coração de Estudante                  | Amélia Mourão (Amelinha)                 |                                        |
| 2003–2004 | Kubanacan                             | Lola Caldéron Puentes                    |                                        |
| 2004      | Senhora do Destino                    | Nazaré Tedesco (jovem)                   | Episódios: "29–30 de junho"            |
| 2005      | A História de Rosa                    | Rosa                                     | Especial TV Globo 40 Anos              |
| 2005      | A Lua Me Disse                        | Heloísa Queiroz Bogari Prado             |                                        |
| 2005      | Sitcom.br                             | Mãe                                      | Episódio: "A Dura Vida de Uma Mãe"     |
| 2005      | Toma Lá, Dá Cá                        | Celinha                                  | Especial de fim de ano                 |
| 2006      | Belíssima                             | Stella Assumpção (voz)                   | Episódios: "12–14 de maio"             |
| 2007–2009 | Toma Lá, Dá Cá                        | Célia Regina Rocha Dassoin (Celinha)     | Temporadas 1–3                         |
| 2010      | Dalva e Herivelto: Uma Canção de Amor | Dalva de Oliveira                        |                                        |
| 2010      | As Cariocas                           | Celi                                     | Episódio: "A Vingativa do Méier"       |
| 2011      | Morde & Assopra                       | Júlia Freire Aquino de Medeiros          |                                        |
| 2012      | Avenida Brasil                        | Carmen Lúcia Moreira de Souza (Carminha) |                                        |
| 2015      | Felizes para Sempre?                  | Tânia Drummond                           |                                        |
| 2015      | Babilônia                             | Inês Ferraz Junqueira                    |                                        |
| 2016      | Justiça                               | Fátima Libéria do Nascimento             | Temporada 1                            |
| 2018      | Segundo Sol                           | Laura Bottini Maranhão (Laureta)         |                                        |
| 2018      | Assédio                               | Stela Nascimento                         |                                        |
| 2019      | As Vilãs que Amamos                   | Ela mesma                                | Episódio: "15"                         |
| 2019–2021 | Amor de Mãe                           | Thelma Nunes Viana                       |                                        |
| 2023–     | Os Outros                             | Cibele Costa Gonçalves                   |                                        |
| 2024–2025 | Mania de Você                         | Mércia Alves / Sônia Rangel              |                                        |
| 2025      | Show 60 Anos                          | Carmen Lúcia Moreira de Souza (Carminha) | Especial 60 anos Globo                 |

### Cinema
| Ano  | Título                         | Personagem        | Nota     |
| ---- | ------------------------------ | ----------------- | -------- |
| 1991 | Inspetor Faustão e o Mallandro | Cantora           |          |
| 1995 | As Meninas                     | Lorena            |          |
| 1998 | Tiradentes                     | Bárbara Heliodora |          |
| 1999 | O Trapalhão e a Luz Azul       | Anajuli / Juliana |          |
| 2006 | Trair e Coçar É só Começar     | Olímpia           |          |
| 2015 | Minions                        | Scarlet Overkill  | Dublagem |
| 2015 | Real Beleza                    | Anita             |          |
| 2016 | Mundo Cão                      | Dilza             |          |
| 2016 | Canastra Suja                  | Maria             |          |
| 2018 | Benzinho                       | Sônia             |          |
| 2021 | Marighella                     | Clara Charf       |          |
| 2022 | Medida Provisória              | Isabel Garcez     |          |

### Vídeos musicais
| Ano  | Artista        | Canção                        |
| ---- | -------------- | ----------------------------- |
| 1994 | Roberto Carlos | "Quero Lhe Falar Do Meu Amor" |
| 1997 | Paulinho Moska | "A Seta e o Alvo"             |
| 2014 | Ana Carolina   | "Pole Dance"                  |

## Teatro
| Ano  | Título               | Personagem                  |
| ---- | -------------------- | --------------------------- |
| 1992 | A Dama e o Vagabundo | Cookie (Dama)               |
| 1994 | A Falecida           | Falecida                    |
| 2001 | Ponto de Vista       | Amy                         |
| 2002 | Only You             | Júlia                       |
| 2007 | Auto de Angicos      | Maria de Déa (Maria Bonita) |

## Prêmios e indicações
| Ano  | Premiação                                          | Categoria                                    | Indicação                             | Resultado |
| ---- | -------------------------------------------------- | -------------------------------------------- | ------------------------------------- | --------- |
| 1994 | Prêmio APCA de Televisão                           | Melhor Atriz                                 | Renascer                              | Indicada  |
| 1994 | Troféu Imprensa                                    | Melhor Atriz                                 | Renascer                              | Indicada  |
| 1996 | Festival Internacional de Cinema de Cartagena      | Melhor Atriz                                 | As Meninas                            | Venceu    |
| 1997 | Prêmio Contigo! de TV                              | Melhor Atriz Coadjuvante                     | Razão de Viver                        | Indicado  |
| 1998 | Prêmio APCA de Televisão                           | Melhor Atriz                                 | Torre de Babel                        | Venceu    |
| 1998 | Troféu Imprensa                                    | Melhor Atriz                                 | Torre de Babel                        | Venceu    |
| 1998 | Prêmio Melhores da Revista da TV - O Globo         | Melhor Atriz                                 | Torre de Babel                        | Venceu    |
| 1998 | Prêmio Melhores do TV Press                        | Melhor Atriz                                 | Torre de Babel                        | Venceu    |
| 1998 | Prêmio Extra de Televisão                          | Melhor Atriz                                 | Torre de Babel                        | Indicada  |
| 1999 | Melhores do Ano                                    | Melhor Atriz de Novela                       | Torre de Babel                        | Venceu    |
| 2000 | Festival Latino Americano de Campo Grande          | Melhor Atriz de Novela                       | O Cravo e a Rosa                      | Venceu    |
| 2001 | Troféu Imprensa                                    | Melhor Atriz                                 | O Cravo e a Rosa                      | Indicada  |
| 2002 | Melhores do UOL e PopTevê                          | Melhor Atriz                                 | Coração de Estudante                  | Indicada  |
| 2003 | Prêmio Contigo! de TV                              | Melhor Atriz                                 | Coração de Estudante                  | Indicada  |
| 2003 | Prêmio Contigo! de TV                              | Melhor Atriz Cômica                          | Coração de Estudante                  | Indicada  |
| 2003 | Melhores do Ano                                    | Melhor Atriz de Novela                       | Kubanacan                             | Venceu    |
| 2003 | Prêmio Melhores do TV Press                        | Melhor Protagonista Feminina                 | Kubanacan                             | Venceu    |
| 2003 | Prêmio Arte Qualidade Brasil - RJ                  | Melhor Atriz                                 | Kubanacan                             | Indicada  |
| 2004 | Prêmio Contigo! de TV                              | Melhor Atriz                                 | Kubanacan                             | Indicada  |
| 2004 | Prêmio Contigo! de TV                              | Melhor Par Romântico (com Marcos Pasquim)    | Kubanacan                             | Indicada  |
| 2005 | Prêmio Extra de Televisão                          | Melhor Atriz                                 | A Lua Me Disse                        | Indicada  |
| 2007 | Prêmio Shell de Teatro                             | Melhor Atriz                                 | Auto de Angicos                       | Indicada  |
| 2007 | Prêmio Arte Qualidade Brasil                       | Melhor Atriz Programa Humorístico            | Toma Lá, Dá Cá                        | Indicada  |
| 2008 | Capricho Awards                                    | Mais Estilosa Nacional                       | Toma Lá, Dá Cá                        | Indicada  |
| 2008 | Prêmio Contigo! de TV                              | Melhor Atriz Cômica                          | Toma Lá, Dá Cá                        | Indicada  |
| 2009 | Prêmio Arte Qualidade Brasil                       | Melhor Atriz Programa Humorístico            | Toma Lá, Dá Cá                        | Indicada  |
| 2009 | Prêmio Contigo! de TV                              | Melhor Atriz Cômica                          | Toma Lá, Dá Cá                        | Indicada  |
| 2010 | Prêmio Contigo! de TV                              | Melhor Atriz de Série ou Minissérie          | Dalva e Herivelto: uma Canção de Amor | Venceu    |
| 2010 | Prêmio Arte Qualidade Brasil                       | Melhor Atriz em Série ou Projeto Especial    | Dalva e Herivelto: uma Canção de Amor | Venceu    |
| 2010 | Prêmio Extra de Televisão                          | Melhor Atriz                                 | Dalva e Herivelto: uma Canção de Amor | Indicada  |
| 2010 | Prêmio Tudo de Bom - O Dia                         | Melhor Atriz                                 | Dalva e Herivelto: uma Canção de Amor | Indicada  |
| 2011 | Prêmio Emmy Internacional                          | Melhor Atriz                                 | Dalva e Herivelto: uma Canção de Amor | Indicada  |
| 2011 | Prêmio Contigo! de TV                              | Melhor Atriz                                 | Morde & Assopra                       | Indicada  |
| 2011 | Prêmio Quem de Televisão                           | Melhor Atriz                                 | Morde & Assopra                       | Indicada  |
| 2012 | Meus Prêmios Nick                                  | Personagem de TV Favorito                    | Avenida Brasil                        | Indicada  |
| 2012 | Prêmio Extra de Televisão                          | Melhor Atriz                                 | Avenida Brasil                        | Venceu    |
| 2012 | Prêmio Melhores do TV Press                        | Melhor Atriz                                 | Avenida Brasil                        | Venceu    |
| 2012 | Prêmio Minha Novela                                | Melhor Atriz                                 | Avenida Brasil                        | Venceu    |
| 2012 | Jornal Diário Gaúcho                               | Melhor Atriz                                 | Avenida Brasil                        | Venceu    |
| 2012 | Prêmio APCA de Televisão                           | Melhor Atriz                                 | Avenida Brasil                        | Venceu    |
| 2012 | Prêmio Botequim Cultural                           | Melhor Atriz                                 | Avenida Brasil                        | Venceu    |
| 2012 | Prêmio Quem de Televisão                           | Melhor Atriz                                 | Avenida Brasil                        | Venceu    |
| 2012 | Melhores do Ano                                    | Melhor Atriz de Novela                       | Avenida Brasil                        | Venceu    |
| 2013 | Troféu Imprensa                                    | Melhor Atriz                                 | Avenida Brasil                        | Venceu    |
| 2013 | Troféu Internet                                    | Melhor Atriz                                 | Avenida Brasil                        | Venceu    |
| 2013 | Prêmio Contigo! de TV                              | Melhor Atriz                                 | Avenida Brasil                        | Venceu    |
| 2015 | Prêmio Contigo! de TV                              | Melhor Atriz de Série ou Minissérie          | Felizes para Sempre?                  | Indicada  |
| 2015 | Troféu AIB De Imprensa                             | Melhor Atriz                                 | Babilônia                             | Venceu    |
| 2015 | Troféu UOL TV e Famosos                            | Melhor Atriz                                 | Babilônia                             | Indicada  |
| 2016 | Festival de Cinema Itinerante da Língua Portuguesa | Melhor Atriz de Cinema                       | Mundo Cão                             | Venceu    |
| 2016 | Festival SESC Melhores Filmes                      | Melhor Atriz                                 | Real Beleza                           | Indicada  |
| 2016 | Prêmio Guarani de Cinema Brasileiro                | Melhor Atriz                                 | Real Beleza                           | Indicada  |
| 2016 | Prêmio APCA de Televisão                           | Melhor Atriz                                 | Justiça                               | Indicada  |
| 2016 | Prêmio Extra de Televisão                          | Melhor Atriz                                 | Justiça                               | Venceu    |
| 2016 | Melhores do Ano                                    | Melhor Atriz de Série, Minissérie ou Seriado | Justiça                               | Venceu    |
| 2016 | Prêmio Quem de Televisão                           | Melhor Atriz                                 | Justiça                               | Venceu    |
| 2016 | Prêmio Faz Diferença - O Globo                     | Segundo Caderno/+TV                          | Justiça                               | Indicada  |
| 2016 | Prêmio F5 da Folha de S.Paulo                      | Melhor Atriz                                 | Justiça                               | Indicada  |
| 2016 | Troféu UOL TV e Famosos                            | Melhor Atriz                                 | Justiça                               | Indicada  |
| 2017 | Prêmio Emmy Internacional                          | Melhor Atriz                                 | Justiça                               | Indicada  |
| 2017 | Grande Prêmio do Cinema Brasileiro                 | Melhor Atriz                                 | Mundo Cão                             | Indicada  |
| 2017 | Prêmio Guarani de Cinema Brasileiro                | Melhor Atriz Coadjuvante                     | Mundo Cão                             | Indicada  |
| 2018 | Festival de Cinema de Gramado                      | Melhor Atriz Coadjuvante                     | Benzinho                              | Venceu    |
| 2018 | Prêmio APCA de Televisão                           | Melhor Atriz                                 | Segundo Sol / Assédio                 | Indicada  |
| 2018 | Prêmio Faz Diferença - O Globo                     | Segundo Caderno/TV                           | Segundo Sol / Assédio                 | Indicada  |
| 2018 | Prêmio F5 da Folha de S.Paulo                      | Melhor Atriz de Série ou Minissérie          | Assédio                               | Venceu    |
| 2018 | Prêmio F5 da Folha de S.Paulo                      | Melhor Atriz de Novela                       | Segundo Sol                           | Venceu    |
| 2018 | Melhores do Ano                                    | Personagem do Ano                            | Segundo Sol                           | Honorário |
| 2018 | Troféu UOL TV e Famosos                            | Melhor Atriz                                 | Segundo Sol                           | Venceu    |
| 2018 | Prêmio Melhores do TV Press                        | Melhor Atriz                                 | Segundo Sol                           | Venceu    |
| 2018 | Prêmio Area VIP                                    | Personagem do Ano                            | Segundo Sol                           | Venceu    |
| 2018 | Prêmio Minha Novela                                | Melhor Atriz                                 | Segundo Sol                           | Venceu    |
| 2018 | Prêmio Minha Novela                                | Melhor Vilã                                  | Segundo Sol                           | Venceu    |
| 2018 | Jornal Diário Gaúcho                               | Melhor Atriz                                 | Segundo Sol                           | Venceu    |
| 2018 | Prêmio Contigo! Online                             | Melhor Atriz                                 | Segundo Sol                           | Indicada  |
| 2018 | Prêmio The Brazilian Critic                        | Melhor Atriz em Telenovela                   | Segundo Sol                           | Venceu    |
| 2019 | Troféu Internet                                    | Melhor Atriz                                 | Segundo Sol                           | Indicado  |
| 2019 | Troféu Imprensa                                    | Melhor Atriz                                 | Segundo Sol                           | Venceu    |
| 2019 | Festival SESC Melhores Filmes                      | Melhor Atriz                                 | Canastra Suja                         | Indicada  |
| 2019 | Grande Prêmio do Cinema Brasileiro                 | Melhor Atriz                                 | Canastra Suja                         | Indicada  |
| 2019 | Grande Prêmio do Cinema Brasileiro                 | Melhor Atriz Coadjuvante                     | Benzinho                              | Venceu    |
| 2019 | Prêmio Guarani de Cinema Brasileiro                | Melhor Atriz Coadjuvante                     | Benzinho                              | Indicada  |
| 2019 | Melhores do Ano                                    | Atriz de Série, Minissérie ou Seriado        | Assédio                               | Venceu    |
| 2020 | Melhores da Década: VIVA 10 Anos                   | Melhor Casal (com Eduardo Moscovis)          | O Cravo e a Rosa                      | Venceu    |
| 2020 | Prêmio Área VIP                                    | Melhor Atriz                                 | Amor de Mãe                           | Indicado  |
| 2020 | Prêmio Contigo! de TV                              | Melhor Atriz                                 | Amor de Mãe                           | Indicada  |
| 2020 | Melhores do Ano Minha Novela                       | Melhor Atriz                                 | Amor de Mãe                           | Indicada  |
| 2021 | Melhores do Ano - RD1                              | Melhor Atriz                                 | Amor de Mãe                           | Indicada  |
| 2021 | Prêmio F5                                          | Melhor Atriz de Novela                       | Amor de Mãe                           | Venceu    |
| 2021 | Melhores do Ano NaTelinha                          | Melhor Atriz                                 | Amor de Mãe                           | Venceu    |
| 2021 | Prêmio Glow                                        | Melhor Ator/Atriz                            | Amor de Mãe                           | Indicada  |
| 2021 | Prêmio Contigo! de TV                              | Melhor Atriz de Novela                       | Amor de Mãe                           | Indicada  |
| 2021 | Prêmio Área VIP                                    | Melhor Atriz                                 | Amor de Mãe                           | Indicada  |
| 2021 | Melhores do Ano                                    | Melhor Atriz de Novela                       | Amor de Mãe                           | Indicada  |
| 2021 | Melhores e Piores da TV                            | Melhor Atriz                                 | Amor de Mãe                           | Venceu    |
| 2021 | Troféu Internet                                    | Melhor Atriz de Novela                       | Amor de Mãe                           | Indicada  |
| 2021 | Festival do Rio                                    | Melhor Atriz Coadjuvante                     | Medida Provisória                     | Indicada  |
| 2022 | Festival Sesc Melhores Filmes                      | Melhor Atriz Nacional                        | Marighella                            | Indicada  |
| 2022 | Grande Prêmio do Cinema Brasileiro                 | Melhor Atriz                                 | Marighella                            | Indicada  |
| 2022 | Prêmio Guarani de Cinema Brasileiro                | Melhor Atriz Coadjuvante                     | Marighella                            | Indicada  |
| 2023 | Festival Sesc Melhores Filmes                      | Melhor Atriz Nacional                        | Medida Provisória                     | Indicada  |
| 2023 | Grande Prêmio do Cinema Brasileiro                 | Melhor Atriz Coadjuvante                     | Medida Provisória                     | Venceu    |
| 2023 | Prêmio Guarani de Cinema Brasileiro                | Melhor Atriz Coadjuvante                     | Medida Provisória                     | Indicada  |
| 2023 | Acervo Awards                                      | Atriz do Ano                                 | Os Outros                             | Indicado  |
| 2023 | Melhores do Ano NaTelinha                          | Melhor Atriz                                 | Os Outros                             | Indicado  |
| 2023 | Splash Awards                                      | Melhor Atuação em Série Nacional             | Os Outros                             | Venceu    |
| 2023 | Melhores do Ano                                    | Atriz de Série                               | Os Outros                             | Venceu    |
| 2023 | Prêmio Cosmos                                      | Melhor Atuação Feminina em Série             | Os Outros                             | Indicada  |
| 2023 | Prêmio APCA de Televisão                           | Melhor Atriz                                 | Os Outros                             | Indicada  |
| 2024 | SEC Awards                                         | Melhor Atriz em Série Nacional               | Os Outros                             | Indicada  |
| 2024 | Splash Awards                                      | Melhor Atuação em Série Nacional             | Os Outros                             | Venceu    |
| 2024 | Melhores do Ano Natelinha                          | Melhor Atriz                                 | Os Outros / Mania de Você             | Indicada  |
| 2024 | Melhores do Ano                                    | Atriz de Novela                              | Mania de Você                         | Indicada  |
| 2024 | Prêmio F5                                          | Melhor Atuação Coadjuvante                   | Mania de Você                         | Indicada  |
| 2024 | Prêmio Área VIP                                    | Melhor Atriz                                 | Mania de Você                         | Venceu    |
| 2024 | Melhores do Ano - Duh Secco                        | Melhor Atriz                                 | Mania de Você                         | Indicada  |
| 2024 | Troféu Sala de TV                                  | Melhor Atriz                                 | Mania de Você                         | Indicada  |
| 2024 | Prêmio APCA de Televisão                           | Melhor Atriz                                 | Os Outros                             | Indicado  |
| 2025 | Troféu Internet                                    | Melhor Atriz                                 | Mania de Você                         | Indicada  |
| 2025 | Troféu Imprensa                                    | Melhor Atriz                                 | Mania de Você                         | Indicada  |
| 2025 | Grande Prêmio do Cinema Brasileiro                 | Melhor Atriz de Série                        | Os Outros                             | Venceu    |